# Noelia Sala
Noelia Sala (n. el 4 de marzo de 1988 en Haedo, Argentina) es una jugadora argentina de handball. Su actual equipo es Dorrego Hanbdall. También integra la Selección argentina de Handball.